# 闽浙赣皖福州经济协作区
闽浙赣皖福州经济协作区成立于1996年，每年均举办最少一次联席会议。闽浙赣皖福州经济协作区由闽浙赣皖4省的14个城市福州市、莆田市、三明市、南平市、宁德市、南昌市、九江市、景德镇市、鹰潭市、上饶市、抚州市、安庆市、黄山市、温州市组成。

## 背景
1996年时任福建省委副书记、福州市委书记习近平为了加快福州市的社会经济发展创办了闽浙赣皖福州经济协作区。福州市系闽浙赣皖福州经济协作区的核心城市。